# Hydrachna cruenta
Hydrachna cruenta är en kvalsterart som beskrevs av Müller 1776. Hydrachna cruenta ingår i släktet Hydrachna och familjen Hydrachnidae.

## Underarter
Arten delas in i följande underarter:
- H. c. cruenta
- H. c. diminuata